# Цифрові системи передавання
Цифрові системи передавання — системи передавання інформації, які працюють з цифровими даними — певною послідовністю електричних імпульсів. Для передавання аналогового сигналу по ЦСП на передавальній стороні сигнал спочатку перетворюється в цифрову (дискретну) форму за допомогою аналогово-цифрового перетворювача (АЦП). Якщо на приймальній стороні користувачу чи іншій системі потрібен той же сигнал в аналоговій формі — то використовується зворотній перетворювач — цифрово-аналоговий (ЦАП).

## Основні схеми взаємодії апаратури
- Співнаправлений інтерфейс (англ. codirectional interface) — інформаційний і синхросигнал передаються від одного терміналу до іншого. Термінали між собою рівні і симетричні.
- Різнонаправлений інтерфейс (англ. contradirectional interface) — термінали нерівноправні, синхросигнали передаються від керуючого терміналу до керованого. Інформаційні сигнали симетричні.
- Інтерфейс з центральним тактовим генератором (англ. centralized clock interface) — синхросигнали приходять від тактового генератора, інформаційні сигнали симетричні.

## Переваги
- Висока завадозахищеність;
- Слабка залежність якості передавання від довжини лінії зв'язку;
- Стабільність параметрів каналу зв'язку;
- Ефективне використання пропускної здатності каналів зв'язку;
- Можливість створення цифрової мережі зв'язку;
- Високі техніко-економічні показники;
- Висока енергоефективність.

## Недоліки
- Більша складність реалізації;
- Забезпечення синхронізації.